# Пандури

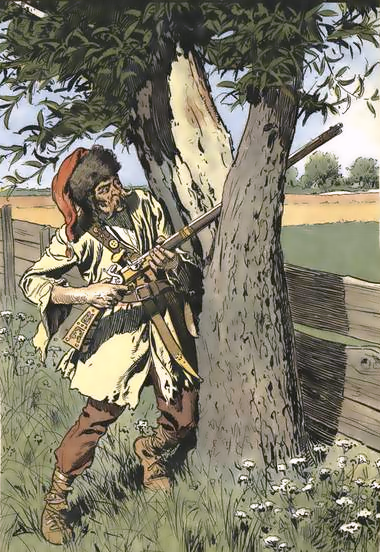
Австрійський пандур. 1760

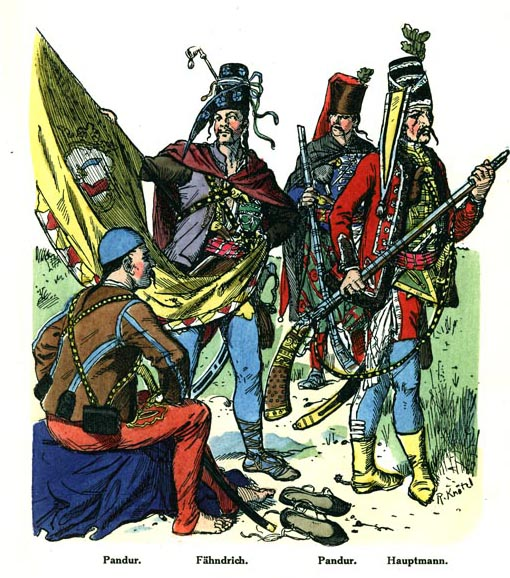
Хорватські пандури. 1742

Пандури  — нерегулярні піхотні війська найманців у Австрійській імперії в XVIII ст. Назва походить від містечка Пандур в Угорщині (пізніше злилось з містом Байя), де вперше були створені подібні підрозділи.

## Історія виникнення війська
Пандури в Австрійській імперії комплектувалися жителями гірських районів країни. Перші підрозділи пандурів були сформовані імператором Священної Римської імперії в XVIII ст. на кордоні для захисту від турецьких військ. Ці полки частково були укомплектовані сербськими і хорватськими іммігрантами. Найперша згадка про пандурів відноситься до 1742 року, коли вони брали участь у поході на Баварію під командуванням полковника Франца Серафа фон дер Тренка.
У Російській імперії пандури комплектувалися із сербських біженців і несли службу, аналогічну козацькій. Перші чотири пандурські полки були сформовані в Російській імперії в 1752. У 1814 повстали волоські пандури, які були селянськими ополченцями, що несли прикордонну службу.

## Уніформа і озброєння
Пандури в Австрійській імперії носили уніформу, відмічену національними мотивами. Спочатку більшість полків мали коричневу уніформу, що згодом стала стандартною для прикордонних полків. Перший час пандури самі забезпечували себе спорядженням і одягом, у зв'язку з чим багато хто з них носив селянські опанки, дерев'яні фляги, ковдри і мішки, в яких зберігали все необхідне. У 1760 уряд узяв на себе частину витрат на утримання пандурів, у зв'язку з чим солдати отримали білу уніформу і черевики. Уніформа пандурів Російської імперії багато в чому нагадувала уніформу австрійських пандурів, з деякими незначними відмінностями. Озброєння пандура складалося з рушниці, пари пістолетів, шаблі або ятагана. Частина подібних формацій увійшли до складу пікінерії.